# 孤單一人 (電視劇)
《孤單一人》是TBS電視台於2023年4月9日播出的電視劇，由相葉雅紀主演。

## 登場人物
- 杉信也：相葉雅紀[1]
- 内田千秋：上戶彩[2]
- 立花香：坂本冬美[3]
- 森聰美：一路真輝[4]
- 松本逸平：仲野太賀[5]
- 矢島宏明：船越英一郎[5]
- 川原亮太：江成和己[6]
- 田邊則行：角野卓造[6]
- 文子：中田喜子[6]
- 葉子：野村真美[6]
- 長子：藤田朋子[6]
- 片岡：川崎皇輝（小傑尼斯 / 少年忍者）[7]
- 山崎：深田龍生（小傑尼斯 / 少年忍者）[7]
- 接生員：小林綾子[6]

## 製作團隊
- 劇本：山本睦
- 導演：清弘誠
- 製作人：石井福子
- 製作：TBS電視台

## 外部連結
- 官方网站（日語）
- 電視劇的X（前Twitter）
- 電視劇的Instagram帳戶